# 胴丸
胴丸（日语：どうまる）是日本的一種鎧甲，日本古代安土桃山時代之前的室町時代～南北朝時代與戰國時代，主要鎧甲以胴丸、腹卷為主，防具較輕，防禦力有所加強，適合徒步戰。『胴丸』與『腹卷』的樣式相近，最簡易的分別是，『胴丸』為側開式（於右側綁繩固定），『腹卷』為背開式，（於背後綁繩固定，多會增掛一塊『臆病板』）。 『胴丸』為日本古代甲胄樣式之一，後加『具足』即表示此物應為當世具足而具足乃指的是全身盔甲的意思，『胴丸』的名稱通常以製作的甲片樣式顏色其形狀及連結甲片的絲繩顏色來取其『胴丸』的名稱。
舉例說明：銀伊予札白糸威胴丸具足
「銀」是甲片上漆光澤的顏色
「伊予札」為甲片之名稱
「白糸威」為連結甲片絲繩之顏色
所以就如分析來看此鎧甲為：銀色系加入白色絲線為主製作而成的盔甲。但是並非所有鎧甲都只有用單一種顏色絲線連結若一領鎧甲使用三種以上不同顏色的絲繩，則可稱為『色色威』。而非單一色系的命名。

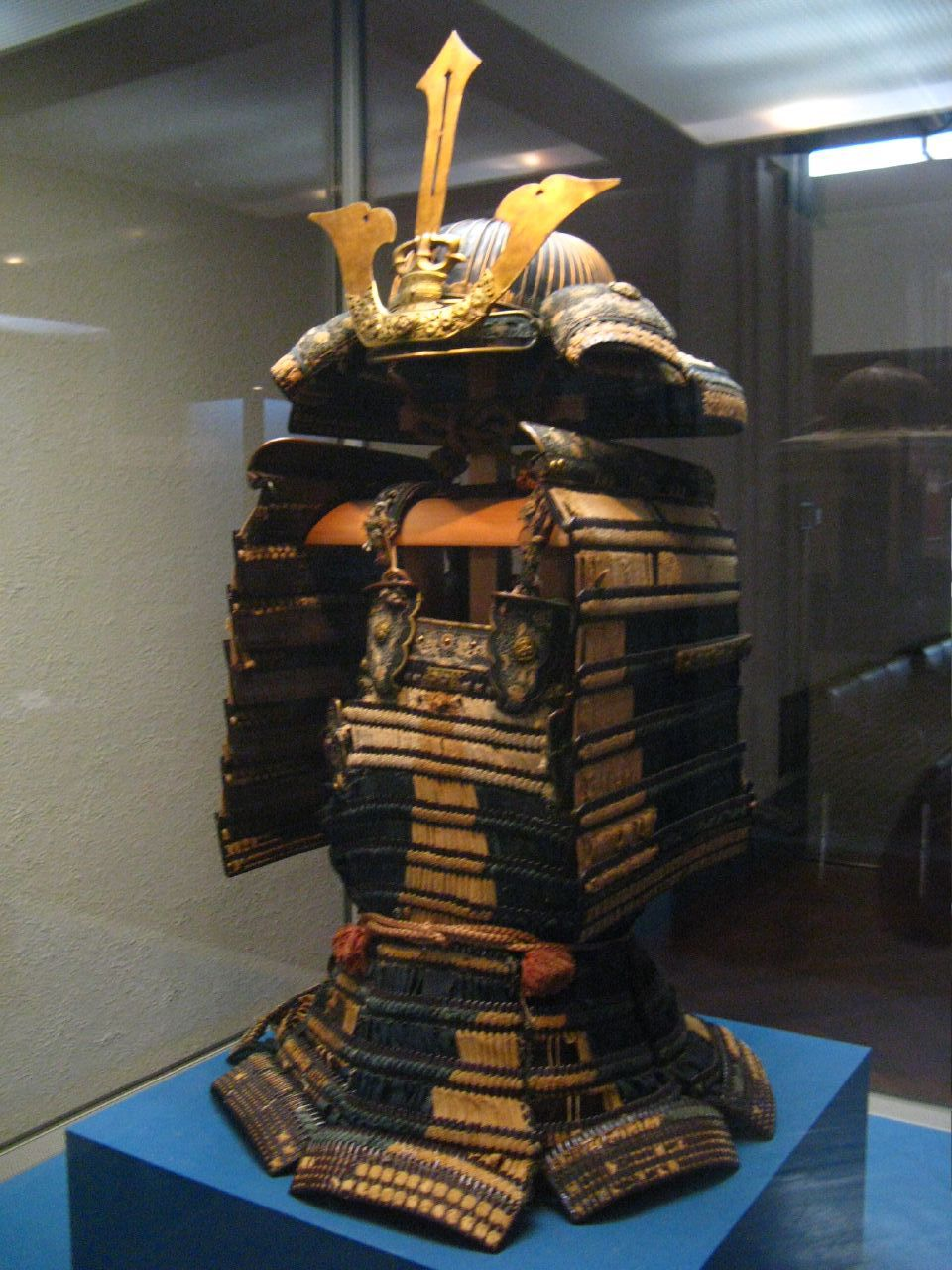
黑韦肩妻取威胴丸
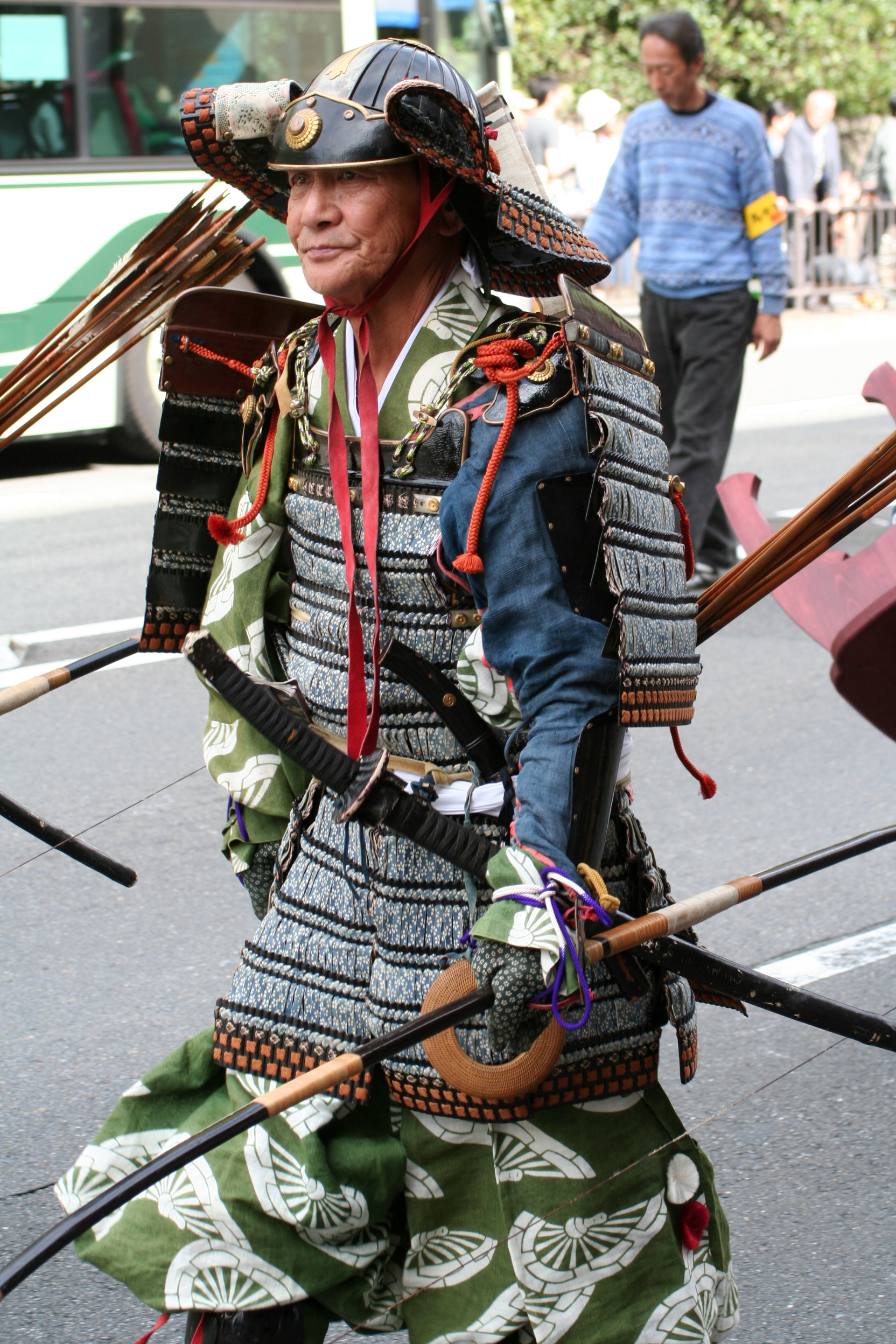
京都市时代祭一身着胴丸的男性
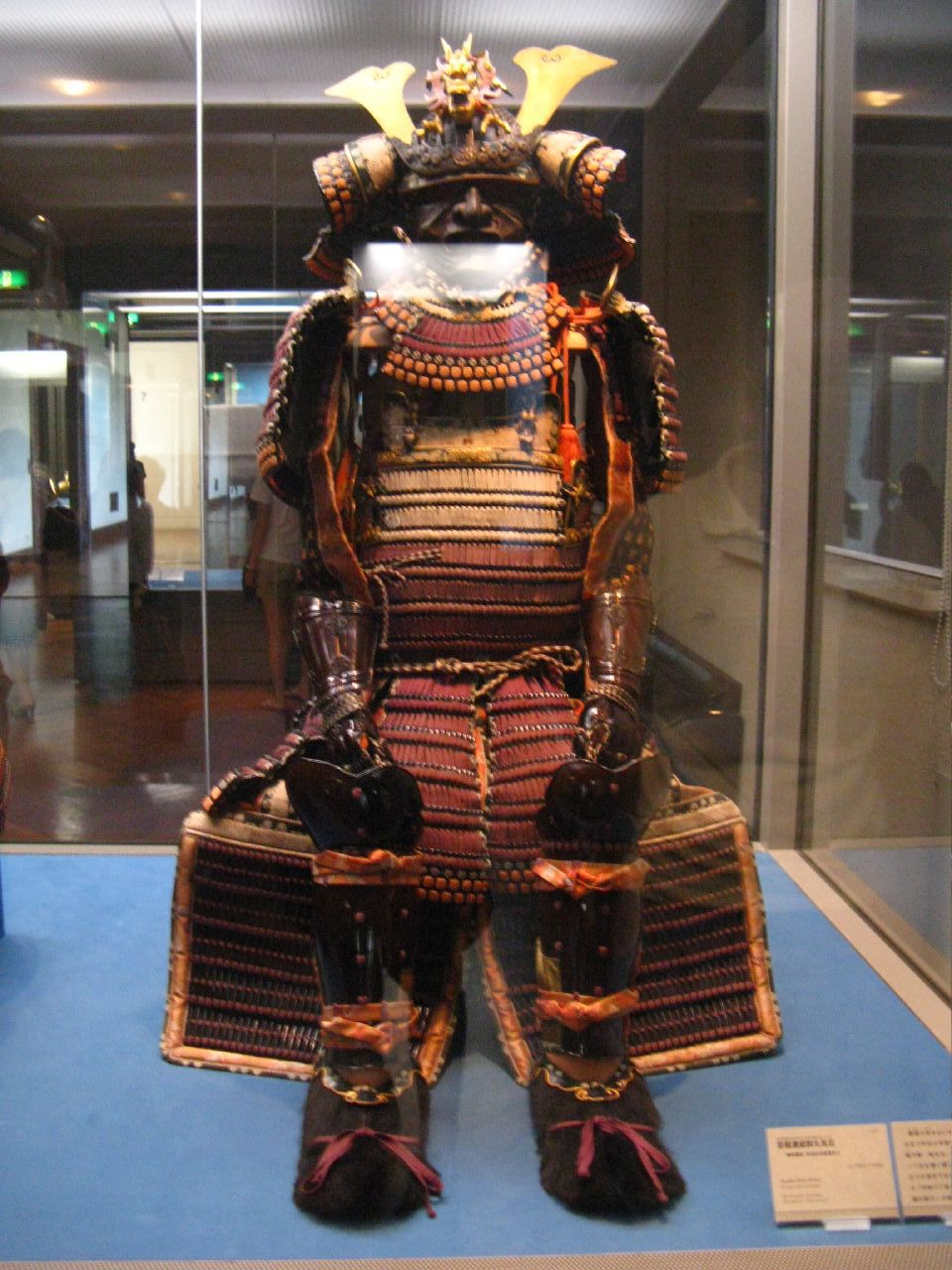
江户时代的胴丸